# دینام خودرو

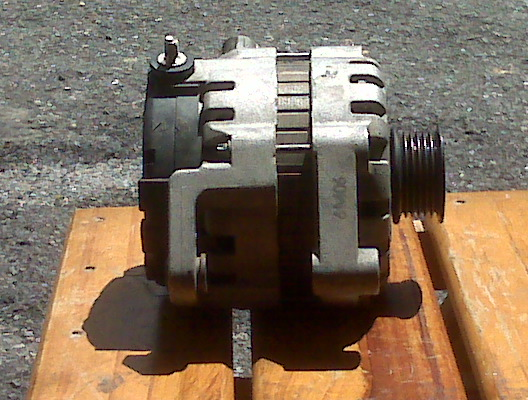
دینام

دینام خودرو قطعه‌ای در خودرو است که بعد از روشن شدن موتور مسئولیت تولید الکتریسیته مورد نیاز خودرو را بر عهده می‌گیرد؛ جریان برق مورد نیاز تا قبل از روشن شدن خودرو توسط باتری تأمین می‌شود. دینام همین‌طور وظیفه شارژ کردن باتری را در زمان روشن بودن موتور خودرو بر عهده دارد البته جریان تولیدی در دینام از نوع متناوب بوده بعد از گذر از دیودهای یکسو ساز و تثبیت کننده های ولتاژ به جریان مستقیم بین ۱۲ الی ۱۴ ولت در خودروهای سواری تبدیل شده و وارد مدار شارژ و استفاده میگردد. با روشن شدن خودرو، اجزائی مثل رادیو، چراغ‌های جلو و … همگی با نیروی تولید شده از دینام و ذخیره شده در باتری کار می‌کنند 

## اجزا

### استاتور
به اجزای ثابت دینام گفته می‌شود که در آن سیم‌پیچ‌های سه فاز قرار می‌گیرد.

### روتور
به قسمت متحرک دینام روتور گفته می‌شود. که بر روی آن سیم‌پیچ تحریک قرار دارد. جریان مورد نیاز استاتور جریان مستقیم هست و توسط دیودهای تحریک و دو زغال رگلاتور یا آفتامات دینام تأمین می‌گرد. سیم‌پیچ تعبیه شده روی روتور ابتدا و انتهای آن به دو رینگ مثبت و منفی وصل می‌شود و با لغزش زغال آفتامات روی این رینگ‌ها جریان به روتور تزریق می‌شود.

### یکسو کننده
دینام برق سه فاز تولید می‌کند و این برق متناوب هست که با استفاده از یکسو کننده به برق مستقیم تبدیل می‌کند و این قطعه از چندین دیود تشکیل شده است.
دیود دینام به عبارت ساده این قطعه اجازه می‌دهد که جریان الکتریکی تنها در یک جهت حرکت کند و دارای دو ترمینال آنود و کاتد است. اگر جریان مثبت بیشتر از منفی باشد دیود اجازه عبور جریان الکتریکی را می‌دهد، ولی اگر جریان منفی بیشتر از جریان مثبت باشد اجازه عبور را نمیدهد. اگر ولتاژ متناوب (AC) را به مداری که یک آفتامات در آن است اعمال ما در نهایت با یک ولتاژ خروجی مواجه می شویم که AC نیست، بلکه یک ولتاژ DC ناهموار است و به اصطلاح صاف و یکدست نیست. این یک ولتاژ DC خیلی خوب به حساب نمی‌آید، اما می توانیم آن را برطرف کنیم. یکسو کننده یا آفتامات آلترناتور بیش از یک دیود دارد. اغلب یکسو کننده دینام دارای شش دیود است. شش دیود در یک ماده هیت سینک نصب شده اند تا از سوختن آنها محافظت کند. دلیل استفاده از ۶ دیود این است که سه ولتاژ AC وجود دارد که در سیم پیچ‌های بالشتک تولید می شود. دیودها به گونه ای تنظیم و پیکربندی شده اند که هر دو نیم سیکل هر ولتاژ AC ولتاژ بالشتک را اصلاح و تبدیل می‌کند.

### آفتامات یا رگلاتور
آفتامات یا رگلاتور یا تنظیم‌کننده ولتاژ قطعه‌ای است که ولتاژ یک سو شده را از دیودهای دینام دریافت می‌کند و آن ولتاژ را به صورت استاندارد ۱۳.۸ الی ۱۴.۸ در اختیار باتری قرار می‌دهد در صورت بالاتر بودن مقدار از این ولتاژ مثلا ۱۶ ولت منجر به شارژ بیش‌از حد باتری و حتی پاشش اسید باتری به بیرون می‌شود که ممکن است اسید پاشیده شده باعث خرابی دیگر اجزای موتور شود و یا برق بیشتر از حد به کامپیوتر و سایر اجزای برقی ماشین ضربه جدی وارد کند. در حالت دیگر اگر آفتامات کم‌تر از حداقل استاندارد مثلا ۱۳ ولت در اختیار باتری قرار دهند باعث می‌شود باتری به اندازه کافی شارژ نشود و هنگام استارت زدن باتری به دلیل عدم شارژ کافی نتواند استارت بزند و ماشین را روشن کند و یا برق کافی مورد نیاز کامپیوتر ماشین تأمیین نمی‌شود و در عملکرد تمام اجزای ماشین اختلال ایجاد شود. اگر ولتاژی که آفتامات در اختیار باتری قرار می‌دهد استاندارد نباشد چراغ هشدار باتری در پشت فرمان روشن می‌شود.